# Bom Despacho
Bom Despacho là một đô thị thuộc bang Minas Gerais, Brasil. Đô thị này có diện tích 1209,139 km², dân số năm 2007 là 42260 người, mật độ 35,9 người/km².